# Neonoguchia auriculata
Neonoguchia auriculata är en bladmossart som beskrevs av Lin Shan-hsiung 1988. Neonoguchia auriculata ingår i släktet Neonoguchia och familjen Meteoriaceae. Inga underarter finns listade i Catalogue of Life.